# Edwin Fábrega
Edwin Fábrega ist ein Corregimiento des Bezirks Santiago in der Provinz Veraguas in Panama. Bei der Volkszählung im Jahr 2023 hatte es 4054 Einwohner. Das Corregimiento erstreckt sich über eine Fläche von 35,1 km².
Das Corregimiento wurde durch Gesetz Nr. 53 vom 22. November 2002 geschaffen. Der Name geht auf den Politiker, Ingenieur und Rektor Edwin Fábrega (1929–1983) zurück.

## Bevölkerung
Die folgende Tabelle zeigt die Bevölkerung des Corregimientos Edwin Fábrega, wie es in den Volkszählungen 2010 und 2023 erfasst wurde.
| Jahr         | 2010 | 2023 |
| ------------ | ---- | ---- |
| Einwohner    | 3434 | 4054 |
| davon Männer | 1702 | 2011 |
| davon Frauen | 1732 | 2043 |

## Orte
Im Corregimiento Edwin Fábrega befinden sich folgende Orte:
- Alto del Nance
- El Caimito
- El Guayabo
- El Salitre
- Hacienda del Sol
- Junquillo
- La Botija
- La Cantera
- La Esperanza
- La Estrella
- La Graciana
- La Laguna
- La Lega
- La Valdesita o Quebrada Honda No.2
- La Valdéz
- Martín Grande
- Piedra del Sol
- Quebrada Honda
- Residencial Patricia Italia
- Residencial Sagrado Corazón de Jesús
- Residencial San Judas Tadeo
- Villa Belén